# 费莉丝·米勒
费莉丝·米勒（英語：Felice Mueller，1989年10月15日—），美国女子赛艇运动员。她曾代表美国参加世界赛艇锦标赛，获得二枚金牌和三枚铜牌。她也曾参加2016年夏季奥运会。